# Селая (футбольный клуб)
«Села́я» (исп. Celaya FC) — мексиканский футбольный клуб из города Селая, штата Гуанахуато. В настоящее время играет в Ассенсо МХ, втором по силе дивизионе страны.

## История
Клуб был основан как «Селая» ФК в феврале 1954 года. Доктор Мигель Ириарте Монтес был первым президентом клуба и зарегистрировал клуб в Сегунда Дивизион Профессиональ, который в то время был второй по значимости лигой в Мексике. Только на второй год своего существования клуб занял второе место после футбольного клуба «Монтеррей», который добился повышения в классе.
В 1957—58 годах клуб добился повышения после победы в чемпионате, где они не проигрывали в своих первых 18 играх. Клуб оформил продвижение официально 15 декабря 1957 года, когда победил со счётом 2-1 Насьональ под руководством аргентинского тренера Флоренсио Каффаратти, и отобрал призовое место у Тампико.
Клуб сыграл свой первый матч в высшем дивизионе 13 июля 1958 против «Америки», которая победила их со счётом 4-1. Первый гол в высшем дивизионе забил Фелипе Негрете, хотя многие полагают, что Матео де ла Тиера (из-за путаницы в штрафном, которая привела к голу). Клуб отчаянно боролся в первые игры, но не выигрывал до 8-го раунда, когда они вырвали победу у Самора со счётом 3-2. Клуб сумел сохранить прописку в лиге благодаря преимуществу всего в одно очко над командой «Куальта», которая была понижена в классе. В том году клуб занял 13 место в лиге с 19 очками, выиграв только 4 игры, Ранульфо Росас был лучшим бомбардиром клуба в этом году с 8 голами, второе место заняли Джонс и Аппичафоко, оба с 5.
В 1959/60 сезоне клуб показал небольшое улучшение, заняв 12-е место в лиге с 12 очками, заставив бороться за выживание «Монаркас Морелия» и «Депортиво Самора». Феррейра стал лучшим бомбардиром за этот год с 9 голами, за ним следовали Ортис с 8 и Кабаньяс с 4. Посредственная игра клуба подвела их в сезоне 1960/61, когда после окончания завершающего матча лиги с показателями в 6 побед, 7 ничьих и 13 поражений, в общей сложности 19 пунктов, клуб вылетел во второй дивизион. Они начали турнир довольно хорошо, но, когда тренер Флоренсио Каффаратти покинул клуб, его возглавил Габриэль Унате, которому победы давались весьма трудно. Клуб был официально понижен 15 января 1961 года после ничьей 0:0 против Тампико Мадеро. В том составе были только несколько игроков, которые хорошо провели год: Кваглия, Дж. Меркадо и Исмаэль Феррейра, они забили 7, 5 и 4 гола соответственно.
Клуб провел 1960-е во Втором дивизионе, где после 10 лет посредственных выступлений клуб, наконец, был расформирован в 1970 году. Через несколько лет «Селая» вместе с клубом «Технолоджико де Селайя» были возрождены с целью вернуть городу Селая былую спортивную славу. «Селая» поступила в Терсера Дивизион и в 1973/74 годах клуб выиграл лигу. «Селая» продолжала в том же духе, но в 1975—76 годах проиграла Сегунда Дивисьон де Мехико в финале против футбольного клуба «Сан-Луис». В свою очередь, «Текнолохико де Селая» позже будет понижена до Терсера Дивисьон, где они сыграли ещё несколько сезонов, а потом были расформированы.
Клуб провел 1980-е с переменным успехом в Сегунда B, прежде чем вновь пробиться в Сегунда А в 1991 году. С 1991 по 1993 год вновь 2 клуба представляли город Селая: «Селая» и «Линсес Селая».

### Эра Атлетико Селая
Клуб добился своего возвращения в 1994 году, когда два клуба из второго дивизиона («Атлетико Куэрнавака» (Морелос) и «Эскуадра Селеста де Селая» (Гуанахуато)) объединились. Другая команда, «Атлетико Эспаньол», также присоединилась к тандему в более поздние сроки.
Все объединившиеся клубы принесли частичку своей прежней символики в новоиспечённый клуб: от «Атлетико Куэрнавака» было взято название нового клуба (хотя его имя также совпадает с бывшим «Атлетико Эспаньол»), от «Селеста де Селая» был взят голубой цвет, а с «Атлетико Эспаньол» — талисман, бык, который также дал новой команде её прозвище — Торос (быки).

Логотип «Атлетико Селайя»

«Атлетико Селая» выиграла второй дивизион и была повышена в классе. Первый год в Примера Дивисьон пришёлся на сезон 1994/95 после победы в Лига де Ассенсо, где им удалось оставить позади футбольный клуб «Пачука». В сезоне 1995/96 в клуб пришли бывшие легенды «Реал Мадрида»: Эмилио Бутрагеньо и Уго Санчес, которые помогли клубу добиться таких результатов: 14 побед, 10 ничьих и только 10 поражений, в общей сложности 52 очков, также клуб пробился в четвертьфинал кубка впервые в своей истории, где победил ФК Монтеррей. Первый матч был сыгран в «Монтеррее», где после 90 минут игры судья зафиксировал ничью 2:2. Второй матч был сыгран в Селае, где клубы снова не выявили сильнейшего, 0-0, но по голам выезда дальше прошла команда из Селаи. В полуфинале клуб столкнулся с «Веракрус», первый матч был проведен в Веракрусе, где «Селае» удалось победить с минимальным счётом 1-0, обеспечив преимущество на следующий матч. Вторая игра была сыграна в Селае, после 90 минут противостояния «Селая» записала на свой счет 5 голов и была на пути в свой первый финал мексиканского кубка. В финале клуб столкнулся с «Некакса», который прошёл «УАНЛ Тигрес» в четвертьфинале и «Америку» в полуфинале. Первый матч был сыгран в Селае, где клубы разошлись миром, 1-1. Вторая игра была сыграна в Мехико на легендарном стадионе «Ацтека», где после 90 минут клубы закончили с нулями на табло. Спорное решение лиги было таковым: не играть дополнительное время или серию пенальти, а наградить трофеем Некакса за счёт выездного гола в городе Селая.
В сезоне 1996/97 из-за потери кубка благодаря несправедливому решению клуб занял последнее место в группе 4 с результатом в 5 побед, 2 ничьи и 10 поражений, в общей сложности 17 очков.
Но теперь клуб оказался в нижней части турнирной таблицы. Команда также имела финансовые проблемы, которые привели к продаже своей лицензии на выступление в первом дивизионе промышленнику из Морелоса в зимний период 2002—03. Он сформировал новую команду под названием «Колибрис де Морелос», но она исчезла так же быстро, как и появилась. В то же время, когда «Атлетико Селая» исчезла, её старшая сестра-соседка, «Селая» была возобновлена снова, когда Ла Пьедад переехал в Селаю. Этот клуб был собран из таких игроков, как Мауро Нестор Герк, Антонио Ломели, Фелипе Роблес, Луис Фернандо «Скопони» Сандовал, Маркос Гарсия Насименто, Давид Пачеко и Хосемир Лухамбио, но это было незадолго до того, как клуб снова расформирован в 2004 году.

### Новое время
Клуб был вновь возрожден в 2007 году, когда клуб из первого дивизиона, Керетаро стал известным на всю страну. Клуб отметил свой первый год в элите хорошим квалификационным раундом в плей-офф, но после спорного решения клуб был ликвидирован мексиканской федерацией футбола из-за проблем с игроками. Клуб был продан, в связи с тем Керетаро понизили из первого дивизиона, который позволял играть между собой клубам, принадлежащим одному и тому же владельцу. Клуб играет в Сегунда Дивисьон де Мехико с 2008 года. В 2010 году клуб победил «Тампико Мадеро» в финале и был награждён как чемпион штата Тамаулипас.

### Рекорды
- Сезонов в Примера Дивизион: 14
- Сезонов в Примера Дивизион «А»: 1
- Лучший финиш в Примера Дивизион: 4-е (1995—96)
- Худший финиш в Примера Дивизион: 18-е (2000)
- Самая крупная победа: 5-0 против Гвадалахара (1999)
- Самое крупное поражение: 6-0 против Атланте (1996) и Америки (1999)
- Больше всего очков в сезоне

Длинный сезон: 52 (1995—96)
Короткий сезон: 24 (1999)
- Наибольшее количество голов в сезоне

Длинный сезон: 49 (1995—96)
Короткий сезон: 29 (1999)
- Больше всего побед в сезоне

Длинный сезон: 14 (1995—96)
Короткий сезон: 6 (1998 и 1999)
- Больше всего последовательных побед: 5 (1995—96)
- Больше всего поражений в сезоне: 10 (1996, 2000)
- Больше всего игр подряд без выигрыша: 14 (1958—59)
- Наименьшее количество побед в сезоне: 2 (1997)
- Наименьшее количество поражений в сезоне: 5 (1999)
- Лучший бомбардир: Эмилио Бутрагеньо с 14 голами (1995—96)
- Больше всего голов, забитых в игре: Ричард Самбрано с 4, победа над Веракрус в 1994 году в полуфинале.

### Форма
Оригинальные цвета клуба в 1950-х годах были красные и белые. В конце 1980-х и начале 1990-х годов клуб начал использовать черно-белые со своеобразным рисунком в виде буквы V на груди в домашних играх и чёрной полосой для выездных матчей, которые они по-прежнему используют и по сей день.
| 1997 · Домашняя | 1997 · Выездная | 2002 · Домашняя | 2007 · Выездная | 2009 · Домашняя | 2010 · Домашняя | 2011 · Выездная |